# Kyšice (Kladnói járás)
Kyšice település Csehországban, a Kladnói járásban. Kyšice Unhošť, Horní Bezděkov és Braškov településekkel határos. Lakosainak száma 618 fő (2024. január 1.).

## Népesség
A település lakosságának változását az alábbi diagram mutatja:
| Lakosok száma | 435  | 508  | 541  | 575  | 520  | 558  | 634  | 627  | 613  | 618  |
|               | 1869 | 1890 | 1921 | 1950 | 1980 | 2001 | 2017 | 2019 | 2022 | 2024 |